# 代溫市鎮
24°24′00″N 41°44′00″W / 24.4°N 41.733333°W

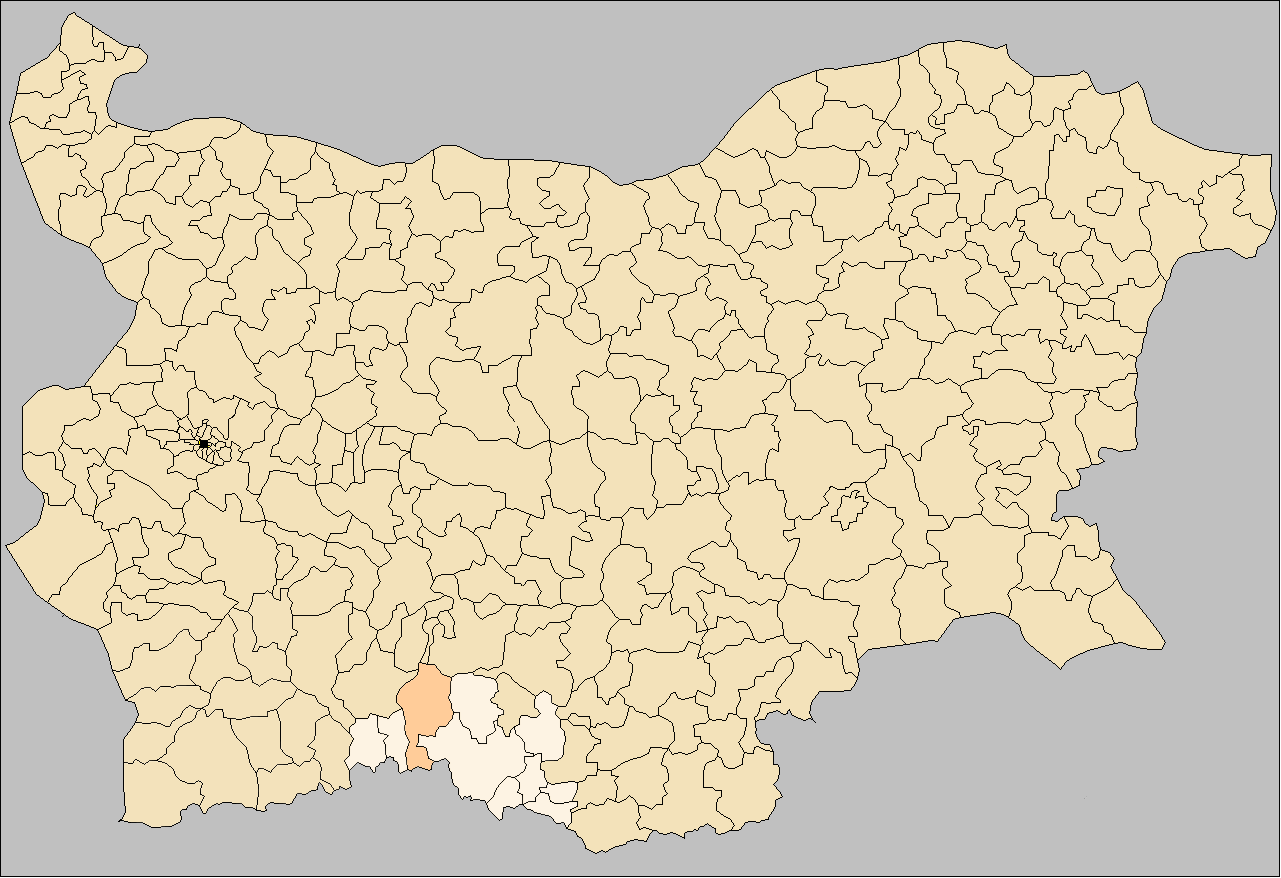

代溫市，是保加利亞的城鎮，位於該國南部，由斯莫梁州負責管轄，首府設於代溫，面積573.68平方公里，2005年人口15,404，人口密度每平方公里26.8人。

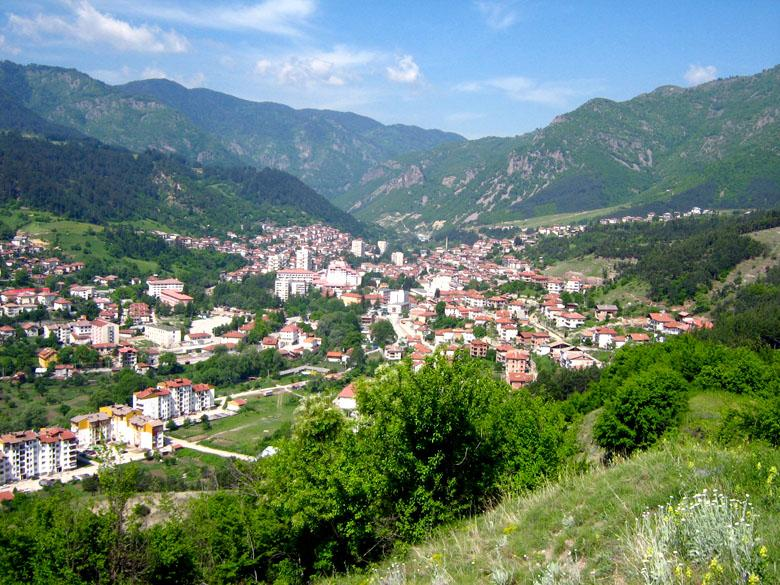